# Promethes compressus
Promethes compressus är en stekelart som beskrevs av Nakanishi 1986. Promethes compressus ingår i släktet Promethes och familjen brokparasitsteklar. Inga underarter finns listade i Catalogue of Life.